# Hochhaus-Friedhof Verona
Der Hochhaus-Friedhof Cielo Infinito (unendlicher Himmel) war ein Projekt eines Friedhofes, der in einem 35-stöckigen Hochhaus bei der italienischen Stadt Verona gebaut werden sollte.

## Geschichte
Der Mailänder Architekt Riccardo Manfrin plante acht Jahre an diesem Projekt. Im September 2014 konnte mit den Konstrukteuren um Manfrin und dem Mailänder Unternehmer Pier Giulio Lanza das benötigte Baugrundstück von 72.523 Quadratmeter für 11 Millionen Euro erworben werden. Pier Giulio Lanza, als verantwortlicher Unternehmer, rechnete mit einem Baubeginn 2015 und einer Bauzeit bis 2017/18.
Im Juli 2016 entschied sich der Gemeinderat gegen den Bau. Bereits im September 2015 stand das Projekt auf der Kippe, da der ursprünglich vorgesehene Standort als im Nachhinein nicht geeignet angesehen wurde und die Gemeinde keine Baugenehmigung erteilte. Das vom Bürgermeister von Verona Flavio Tosi vorangetriebene Projekt war seit seiner Präsentation im Herbst 2014 auf heftigste Proteste in der Bevölkerung gestoßen. Offiziell wurde es wegen der unsicheren Gesetzeslage, was den privaten Bau und Betrieb von kommunalen Friedhöfen betrifft, gestoppt. Die Stadt versprach sich durch den Bau wesentliche Mehreinnahmen.

## Lage
Der Cielo Infinito sollte ursprünglich im Viertel San Michele am östlichen Stadtrand der italienischen Stadt Verona gebaut werden. Nachdem dieser Standort im Herbst 2015 verworfen war, meinte man im Süden der Stadt in der Nähe der Autobahnausfahrt Verona Sud einen alternativen Standort gefunden zu haben.

## Anlage
Der moderne Gebäudekomplex erweckte eher den Eindruck eines Luxushotels als den eines Gräberhochhauses. Das Projekt bestand aus einem zentralen Rundbau, an welchen sechs Friedhofsgebäude, mit jeweils unterschiedlichen Gebäudehöhen, angebaut werden sollten. Der Rundbau wies einen Durchmesser von 28 Meter und eine Gesamthöhe von 140 Meter auf. Über dem 35. Obergeschoss war eine Kirche vorgesehen. Diese hätte durch eine halbkugelförmige Glaskuppel, mit einer Höhe bis 14 Meter, abgedeckt werden sollen. Die sechs Friedhofsgebäude wiesen je eine Grundfläche von 55 Meter Länge und 12 Meter Breite auf. Sie verfügten über dem Erdgeschoss über 34, 30, 26, 22, 18 und 14 Stockwerke. Da der ganze Gebäudekomplex durch eine Glasfassade verkleidet werden sollte, hätte viel Sonnenlicht die Räume durchfluten sollen. Jedes Gebäude wäre mit einer begrünten Dachterrasse versehen gewesen. Im Erdgeschoss sollten auf einer Fläche von 8000 Quadratmeter sakrale Kunstgegenstände ausgestellt werden.

## Angebote
Der Komplex sollte in einem eigenen Park von fast 60.000 Quadratmeter errichtet werden. Am ersten geplanten Standort bestand bereits eine Kirche für die letzte Messe. Für Gedenkfeiern sollten im Hochhaus verteilt Andachtsräume zur Verfügung gestellt werden. In der Eingangshalle waren Empfangsdamen, Blumenläden und Bestattungsinstitute geplant gewesen. Insgesamt sollte Platz für über 26.500 Gräber in Familiengruften, Kapellen, Grabnischen, Mauergräber, oder Nischen für Aschenurnen geschaffen werden.

## Pro und Kontra
Unternehmer Lanza und Architekt Manfrin sahen den Hauptvorteil ihres Friedhofes in der platzsparenden Hochhausform. Die Bevölkerung nehme stetig zu, die für Bestattungen zur Verfügung stehenden Flächen wohl eher ab. Zudem hätten die Hinterbliebenen bei jeder Witterung in Ruhe bei ihren Verstorbenen verweilen können. Der Stadtrat von Verona begrüßte zunächst das Projekt. Der Bürgermeister von Verona sah in dem modernen Friedhof gar eine Aufwertung des Stadtteils San Michele und außerdem wäre dies das erste Hochhaus in Verona gewesen. Auch Kirchenvertreter äußerten sich positiv zur Idee eines Friedhof-Hochhauses.
Doch es gab auch zahlreiche kritische Stimmen und Proteste aus der Bevölkerung und der Presse. Selbst innerhalb des eigenen Stadtrates war das von Bürgermeister Tosi geförderte Projekt umstritten.